# Otto Neurath
Otto Neurath (Viena, 10 de desembre de 1882 – Oxford, 22 de desembre de 1945) va ser un filòsof, sociòleg i economista polític. Va ser una de les figures més importants del Cercle de Viena. Durant l'ocupació nazi va exiliar-se a Gran Bretanya on va fundar l'institut ISOTYPE conjuntament amb la seva esposa Marie Neurath.

## Biografia

### Primers anys[1][2][3][4]
Otto Neurath, fill d'un acadèmic vienès, va néixer a Viena, Àustria, on fou un economista polític important. Va estudiar matemàtiques i des del departament de Ciència Política i Estadística va doctorar-se a la Universitat de Berlín. Vafer estudis relacionats amb les economies precapitalistes i le economies de guerra, temes a partir dels quals va desenvolupar les idees sobre l'economia sense diners.
Es va casar amb Anna Schapire el 1907, la qual va morir a conseqüència del part del seu fill en comú, Pablo Neurath el 1911. El 1911 es va tornar a casar amb la matemàtica i filosofa Olga Hahn. A conseqüència de la guerra, el fill d'Otto va ser enviat a una casa d'acollida fora de Viena, fins als 9 anys, en què va tornar amb el seu pare.
Otto Neurat va ensenyar economia política a la Neue Wiener Handelsakademie (Viena) fins a l'inici de la guerra. Posteriorment, fou nomenat director del Deutsches Wirtschaftmuseum (Leipzig).
Entre el 1914 i el 1918, va unir-se a l'exèrcit, on va exercir com a planificador de subministraments per a l'exèrcit alemany, gràcies a les seves habilitats com a economista. Fou nomenat Cap General de l'Exèrcit i de la secció d'Economia del Ministeri de la Guerra de Viena, i al mateix temps es convertí en director del Deutsches Wirtschaftmuseum (Leipzig). D'altra banda, va ensenyar economia política a la Neue Wiener Handelsakademie (Viena) fins a l'inici de la guerra.

### Socialdemòcrata
A principis de novembre de 1918, la revolució alemanya va començar amb vagues, manifestacions i revoltes armades. Després de la renúncia de l'emperador Guillem II de Prússia i el rei Lluís III de Baviera, es declarà la República de Baviera. Degut a això, el Museu de la Guerra (Deutsches Wirtschaftmuseum) a Leipzig es tanca.
Neurath va unir-se al Partit Social Demòcrata alemany el 1918 on va intentar que triomfés una economia socialitzada. El gener de 1919 va viatjar a Múnic per discutir sobre l'economia amb el president, Kurt Eisner, i per pressionar a tots els cossos influents. Al Març fou nomenat president de l'Administració Central de l'Economia.
Quan la República Soviètica de Baviera va ser derrotada, fou arrestat, i a través d'un judici ràpid, fou condemnat a 18 mesos de presó. En el temps de captiveri, va escriure el que seria una crítica a “Oswald Spengler La decadència d'Occident” en l'obra “Anti-Spengler”. Finalment el govern austríac va intervenir per excarcerar-lo i retornà a una Viena molt canviada.
Al maig de 1919, els socialdemòcrates van obtenir el control del govern de Viena, seguint la filosofia de Max Adler, fent èmfasi a la màxima que l'educació és vital per l'emancipació. Degut a les reformes que van succeir, el 1920, va esdevenir Secretari General de l'Institut de Recerca per a l'Economia Social (Verband für Siedlungs-und Kleingarenwesen). El 1923, l'anomenaren director del nou museu per l'habitatge i urbanisme (Siedlungsmuseum).
Neurath va escriure: “La felicitat dels habitants ha de ser la mesura per la política d'habitatges”. El 1924 va obrir la Gesellschafts-und Wirtschaftsmuseum, on va treballar en el camp del disseny gràfic i l'educació visual. Juntament amb l'il·lustrador Gerd Arntz i amb Marie Reidemeister, amb la qual acabà casant-se, propiciarien un context on es crearia el “Mètode vienès” que més tard passaria a ser conegut com a ISOTYPE (una manera simbòlica de representar la informació per mitjans fàcilment interpretables). En Maig de 1925, es produeix la primera mostra gràfica en societat. A partir d'aquí diversos països seguiran la feina de Neurath i establiran diferents oficines en altres països.
Durant la dècada de 1920, Neurath va esdevenir un fervent positivista lògic i fou el principal autor del Manifest del Cercle de Viena. Fou la força impulsora rere la unitat de la ciència del moviment i l'Enciclopèdia Internacional de Ciències unificada.
El 1923 s'obre un espai d'exposició permanent al Museu de l'Economia i la Societat a l'Ajuntament de Viena. L'exposició s'ocupa de l'economia mundial, d'Alemanya i Àustria, el moviment obrer i sobre la població.
A la dècada de 1930, va començar a promoure ISOTYPE. El 1931, l'ambaixada soviètica a Viena convida Neurath per establir un Museu de l'economia i la societat a Moscou. El decret del Consell de Comissaris del Poble: "Tots els públics i organitzacions de cooperatives, els sindicats i les escoles estan dirigides a utilitzar dades imatges estadístiques d'acord amb el mètode del Dr. Neurath.”
El 1933 Engelbert Dollfuss Canceller suspèn els poders del Parlament austríac i les normes dels decrets d'emergència dissolent els poders dels sindicats i la premsa. El febrer de 1934, després de dos dies de conflicte armat, Dollfuss assumeix el control total, engegant la supressió Socialdemòcrata i de les organitzacions comunistes, purgant totes les institucions públiques, incloent la Societat Ernst Mach (el vehicle del Cercle de Viena). El Museu de l'economia i la societat és tancada. Neurath, que era a Moscou, és advertit per Marie Reidmeister de no tornar a Viena i s'obre camí a La Haia, a través de Praga. Un cop allà va establir l'Institut Mundaneum. Fou allà on va morir l'Olga i després del bombardeig Nazi de Rotterdam, va fugir amb Marie Reidemeister cap a Anglaterra.

### Darrers anys
Al cap d'un temps, es va casar amb la Marie Reidmeister (qui adoptarà el seu cognom), i crearen l'institut ISOTYPE a Oxford i fou designat per dissenyar i assessorar gràfics pel ISOTYPE pel desenvolupament previst pels barris baixos de Bilston.
Neurath va morir de forma sobtada al desembre de l'any 1945 a Oxford. Ja després de la seva mort, Marie Neurath continuà treballant per l'Institut Isotip, publicant escrits d'en Otto a titul pòstum, el seguiment de projectes iniciats i diferents llibres infantils utilitzant el sistema ISOTYPE, fins que va morir als anys 80.

## Treballs[5]
La majoria de treballs que va realitzar Otto Neurath estan únicament en alemany, encara que va escriure també en anglès.
Els seus treballs científics es troben al Archief Noord-Holland a Harlem, i la col·lecció de l'Isotip es troba en el Departament de Tipografia i Comunicació Gràfica a la Universitat de Reading a Anglaterra.
Segurament, la que fou la seva més important obra, fou Physicalism, amb la qual va arribar a transformar per complet la naturalesa de la discussió positivista lògica del programa d'unificació de les ciències.
Neurath delimita i explica els seus punts d'acord amb els principis generals del programa positivista i les seves bases conceptuals, que són la construcció d'un sistema universal que comprèn tots els coneixements proporcionats per les diverses ciències, i 
el rebuig absolut de la metafísica, en el sentit de totes les proposicions no verificables traduïbles a sentències científica.
A continuació, rebutja el tractament positivista de la llengua en general i, en particular, algunes de les primeres idees fonamentals de Wittgenstein.
En primer lloc Neurath rebutja l'isomorfisme entre el llenguatge i la realitat com l'especulació metafísica inútil, que anomenaria per explicar com les paraules i frases podrien representar les coses en el món exterior. En el seu lloc, va proposar que el llenguatge i la realitat coincideixen que la realitat consisteix simplement en la totalitat de les sentències prèviament verificades en la llengua, i la "veritat" d'una oració és sobre la seva relació amb la totalitat de les oracions que s'han verificat ja. O bé una oració falla en la "concòrdia" (o coherència) amb la totalitat de les frases que s'han verificat ja, s'ha de considerar-la falsa, o que algunes de les proposicions que han totalitat d'alguna manera han de ser modificades.
Ell té un punts de vista de la veritat com una qüestió de coherència interna de les afirmacions lingüístiques, en lloc d'alguna cosa a veure amb els fets o altres entitats en el món. A més, el criteri "de verificació és aplicada al sistema en el seu conjunt i no a les oracions individuals.
Una de les famoses analogies de Neurath fou:
“Si no hi ha terra ferma a l'abast, s'ha de construir la nau a alta mar; i no per nosaltres, sinó pel nostres avantpassats. Per tant, aquests sabien nedar i així – d'alguna manera, potser amb fustes errants sobre el mar – haurien construït primer una barca, que arribà a ser una nau tan confortable que avui no tenim valor de saltar a l'aigua i començar de nou”.
Neurath també va passar a rebutjar la idea que la ciència ha de ser reconstruïda en termes de dades dels sentits, ja que les experiències perceptives són massa subjectives per a constituir una base vàlida per a la reconstrucció formal de la ciència. El llenguatge fenomenològic que la majoria dels positivistes segueixen destacant seria reemplaçat, segons ell, amb el llenguatge de la física matemàtica. Això permetria la formulació objectiva necessària, ja que està basa en les coordenades espaciotemporals. Aquest apropament fisicalista de les ciències vol facilitar l'eliminació de tot residu de la metafísica, ja que permetria reduir a un sistema d'afirmacions en relació amb els fets físics.
Finalment, Neurath va suggerir que, el llenguatge mateix és un sistema físic, perquè es compon d'una successió ordenada de sons o símbols, i és capaç de descriure la seva pròpia estructura, sense contradicció.
Aquestes idees van ajudar a formar la fundació de l'espècie de fisicalisme que, encara avui dia és la posició dominant respecte a la metafísica i, sobretot, de la filosofia de la ment.

## Publicacions
Otto Neurath va escriure diversos llibres i articles:

### Llibres
- 1913. Serbiens Erfolge im Balkankriege : eine wirtschaftliche und soziale Studie. Wien : Manz.
- 1921. Anti-Spengler. München, G.D.W. Callwey.
- 1926. Antike Wirtschaftsgeschichte. Leipzig, Berlin : B. G. Teubner.
- 1928. Lebensgestaltung und Klassenkampf. Berlin : E. Laub.
- 1933 Einheitswissenschaft und Psychologie. Wien.
- 1936. International Picture Language; the First Rules of Isotype. London : K. Paul, Trench, Trubner & co., ltd., 1936
- 1937. Basic by Isotype. London, K. Paul, Trench, Trubner & co., ltd.
- 1939. Modern Man in the Making. Alfred A. Knopf
- 1944. Foundations of the Social Sciences. University of Chicago Press
- 1944. International Encyclopedia of Unified Science. With Rudolf Carnap, and Charles W. Morris (eds.). University of Chicago Press.
- 1946. Philosophical Papers, 1913–1946. Marie Neurath and Robert Cohen, with Carolyn R. Fawcett, eds.
- 1973. Empiricism and Sociology. Marie Neurath and Robert Cohen, eds. With a selection of biographical and autobiographical sketches by Popper and Carnap. Includes abridged translation of Anti-Spengler.

### Articles
- 1912. The problem of the pleasure maximum. In: Cohen and Neurath (eds.) 1983
- 1913. The lost wanderers of Descartes and the auxiliary motive. In: Cohen and Neurath 1983
- 1916. On the classification of systems of hypotheses. In: Cohen and Neurath 1983
- 1919. Through war economy to economy in kind. In: Neurath 1973 (tan sols un petit fragment)
- 1920a. Total socialisation. In: Cohen and Uebel 2004
- 1920b. A system of socialisation. In: Cohen and Uebel 2004
- 1928. Personal life and class struggle. In: Neurath 1973
- 1930. Ways of the scientific world-conception. In: Cohen and Neurath 1983
- 1931a. The current growth in global productive capacity. In: Cohen and Uebel 2004
- 1931b. Empirical sociology. In: Neurath 1973
- 1932. Protokollsätze (Protocol statements).In: Erkenntnis, Vol. 3. Repr.: Cohen and Neurath 1983
- 1935a. Pseudorationalism of falsification. In: Cohen and Neurath 1983
- 1935b. The unity of science as a task. In: Cohen and Neurath 1983
- 1940. Argumentation and action. The Otto Neurath Nachlass in Haarlem 198 K.41
- 1941. The danger of careless terminology. In: The New Era 22: 145–50
- 1942. International planning for freedom. In: Neurath 1973
- 1943. Planning or managerial revolution. (Review of J. Burnham, The Managerial Revolution). The New Commonwealth 148–54
- 1943–5. Neurath–Carnap correspondence, 1943–1945. The Otto Neurath Nachlass in Haarlem, 223
- 1944b. Ways of life in a world community. The London Quarterly of World Affairs, 29–32
- 1945a. Physicalism, planning and the social sciences: bricks prepared for a discussion v. Hayek. 26 July 1945. The Otto Neurath Nachlass in Haarlem 202 K.56
- 1945b. Neurath–Hayek correspondence, 1945. The Otto Neurath Nachlass in Haarlem 243
- 1945c. Alternatives to market competition. (Review of F. Hayek, The Road to Serfdom). The London Quarterly of World Affairs 121–2
- 1946a. The orchestration of the sciences by the encyclopedism of logical empiricism. In: Cohen and. Neurath 1983
- 1946b. After six years. In: Synthese 5:77–82
- 1946c. The orchestration of the sciences by the encyclopedism of logical empiricism. In: Cohen and. Neurath 1983
- 1946. From Hieroglyphics to Isotypes. Nicholson and Watson. Excerpts. Rotha (1946) claims that this is in part Neurath's autobiography.

## Llegir també[4]
- Elisabeth Nemeth and Friedrich Stadler (eds.), Encyclopedia and Utopia: The Life and Work of Otto Neurath (1882–1945). Vienna Circle Institute Yearbook, vol. 4.
- Marie Neurath and Robert Cohen (eds.), Empiricism and Sociology. With a Selection of Biographical and Autobiographical Sketches
- Marie Neurath and Robert Cohen with Carolyn R. Fawcett (eds.), Philosophical Papers, 1913–1946
- Otto Neurath, Modern Man in the Making. Alfred A. Knopf, 1939
- Bertrand Russell, Inquiry into Meaning and Truth, pp. 133ff
- Nancy Cartwright et al., Otto Neurath: Philosophy between Science and Politics
- Otto Neurath, Rudolf Carnap and Charles Morris (eds.), International Encyclopedia of Unified Science
- John O'Neill, "Unified science as political philosophy: positivism, pluralism and liberalism", Studies in History and Philosophy of Science (2003)
- Nader Vossoughian, Otto Neurath: The Language of the Global Polis
- Danilo Zolo, Reflexive Epistemology: The Philosophical Legacy of Otto Neurath